# Шульга, Алёна Владимировна
Алёна Владимировна Шульга (род. 8 марта 1983, Бендеры, Молдавская ССР, СССР) — государственный деятель Приднестровской Молдавской Республики. Министр экономического развития Приднестровской Молдавской Республики с 24 января по 29 марта 2012.

## Биография
Родилась 8 марта 1983 в городе Бендеры Молдавской ССР, по национальности —  русская.

### Образование
Окончила среднюю школу в родном городе.
В 2005 окончила юридический факультет Приднестровского государственного университета имени Т. Г. Шевченко по специальности «юриспруденция».
С 2005 по 2011 обучалась заочно на экономическом факультете Санкт-Петербургского государственного университета по специальности «финансы и кредит».

### Трудовая деятельность
С июня 2005 по сентябрь 2010 — работала в Комитете по экономической политике, бюджету и финансам Верховного совета Приднестровской Молдавской Республики: главный специалист отдела, заместитель начальника отдела, исполняющая обязанности начальника отдела, начальник отдела по бюджетной и налоговой политике Управления Комитета по экономической политике, бюджету и финансам.
С сентября 2010 по январь 2012 — советник Председателя Верховного Совета Приднестровской Молдавской Республики.
С 24 января по 29 марта 2012 — министр экономического развития Приднестровской Молдавской Республики.
С 29 марта 2012 по ? — начальник службы финансов и мониторинга Приднестровской Молдавской Республики.

## Награды
- Медаль «За отличие в труде»
- Грамота Президента Приднестровской Молдавской Республики